# Empoasca amasa
Empoasca amasa är en insektsart som beskrevs av Irena Dworakowska 1984. Empoasca amasa ingår i släktet Empoasca och familjen dvärgstritar. Inga underarter finns listade i Catalogue of Life.